# Djavan da Silva Ferreira
Djavan da Silva Ferreira, más conocido como Djavan (Serrinha, 31 de diciembre de 1987) es un futbolista brasileño que juega de lateral izquierdo en el Moreirense Futebol Clube de la Liga NOS.

## Carrera deportiva
Djavan comenzó su carrera en Brasil,
donde jugó en distintos equipos sin suerte. Su primer equipo fue el Astro en el que no jugó ni un minuto, teniendo que salir cedido al Feirense Futebol Clube, al que se marchó en la temporada siguiente, a pesar de no disfrutar de minutos en ese club.
Después fichó por el Sport Club Corinthians Alagoano. Allí se vio obligado a irse cedido. Primero se marchó cedido al Clube Regatas de Brasil, donde no jugó, y después se marchó cedido al Académica de Coimbra portugués donde jugó 27 partidos y marcó 1 gol.
Tras su buena temporada en el Académica, fichó por el SL Benfica donde no jugó, y fue traspasado un año después al Sporting Clube de Braga. Con el Braga disfrutó de bastantes minutos jugando en tres competiciones: liga, Taça de Portugal y UEFA Europa League. En la temporada 2015-16 logró ganar con el Braga la Taça de Portugal, provocando un penalti a favor de su equipo en la final de la misma.
En 2017 dejó el Braga para fichar por el Grupo Desportivo de Chaves.

## Clubes
- Astro (2012)
- Feirense Futebol Clube (2012) (cedido)
- Feirense Futebol Clube (2013)
- Sport Club Corinthians Alagoano (2013)
- Clube de Regatas Brasil (2013) (cedido)
- Académica de Coimbra (2013-2014) (cedido)
- SL Benfica (2014)
- Sporting Clube de Braga (2014-2017)
- Grupo Desportivo de Chaves (2017-2019)
- Moreirense[5] (2019- )